# 세르비아 공국
세르비아 공국(세르비아어: Кнежевина Србија / Kneževina Srbija 크네제비나 스르비야)은 1815년부터 1882년까지 현재의 세르비아에 존재했던 공국이다.
1815년 세르비아 봉기를 일으켰던 밀로시 오브레노비치에 의해 세르비아 공국이 수립되었다. 1830년 오스만 제국으로부터 완전한 자치권을 획득했으며 세르비아 공작의 세습도 인정받았다. 공국 수립 당시의 영토는 오스만 제국의 베오그라드 파샤 관구가 있던 곳에 불과했지만 1831년부터 1833년까지 공국의 영토가 동쪽, 남쪽, 서쪽으로 확장되었다.
1867년 4월 18일에 오스만 제국이 세르비아 공국에서 군대를 철수하면서 세르비아 공국은 사실상 독립했다. 1878년 7월 13일에 체결된 베를린 조약을 통해 오스만 제국이 세르비아 공국의 독립을 법적으로 승인하면서 세르비아 공국은 국제적인 승인을 받았다. 1882년을 기해 세르비아 왕국으로 개편되었다.
1. 1 2  Michael R. Palairet (2002). 《The Balkan Economies C.1800-1914: Evolution Without Development》. Cambridge University Press. 16–17쪽. ISBN 978-0-521-52256-4.